# 8 миллиметров
«8 миллиметров» (англ. 8mm) — детективный триллер-неонуар Джоэла Шумахера 1999 года. Фильм был негативно оценён критиками, однако имел внушительные кассовые сборы.

## Сюжет
Пожилая вдова мисс Кристиан, у которой недавно умер состоятельный муж, обнаруживает в его потайном сейфе (спрятанном за картиной) бобину с восьмимиллиметровой плёнкой. На плёнке снято, как неизвестный мужчина истязает девушку. Вдова с помощью семейного адвоката Лонгдейла нанимает частного детектива Тома Уэллса для того, чтобы найти девушку с этой плёнки, и тот берётся за дело, однако предполагая, что всё запечатлённое на плёнке не более чем постановка. С помощью Макса, продавца в секс-шопе и знатока этого бизнеса изнутри, Том погружается в подпольный мир нелегальной порнографии. Расследование Тома и связи Макса ведут их от производителя поддельного снаффа и проводящего кинопробы молодых актрис Эдди Пула из Лос-Анджелеса к режиссёру Дино Велвету в Нью-Йорк. Под видом заказчика специального авторского видео Том встречается с Велветом, заказывая у него для видео актёра под псевдонимом "Машина", которого ранее Том опознал как истязателя на плёнке. Однако Лонгдейл оказывается замешан, вследствие чего Макс мёртв, а Тома вынуждают уничтожить единственный экземпляр фильма. Том сеет смуту между компаньонами по бизнесу и ему удаётся сбежать: в перестрелке Лонгдейл убит, Велвет смертельно ранен. Том звонит мисс Кристиан и сообщает ей имя девушки на записи — Мэри-Энн Мэттьюс. Узнав, что заказчиком видео был её муж, вдова совершает самоубийство.
Том перепрятывает свою семью и намерен довести дело до конца. Первым он расправляется с Эдди, узнавая от него подробности преступления и убивая его в той же хижине, где была убита Мэри-Энн, после чего сжигает саму хижину со множеством других кассет. По телефону он сообщает матери Мэри-Энн о смерти её дочери. Так как ранее Том сумел ранить "Машину" ножом в живот, он ищет его по больницам и выходит на дом его матери в Далласе. После завязавшейся в доме драки Том вынуждает "Машину" снять маску и обнаруживает под ней совершенно обычного человека. Пользуясь замешательством Тома, "Машина", которого на самом деле зовут Джордж, предпринимает попытку убить его, но Том убивает его ножом.
Спустя некоторое время Том получает письмо от матери Мэри-Энн, в котором она благодарит его за открытие правды.

## В ролях
- Николас Кейдж — Том Уэллс
- Хоакин Феникс — Макс Калифорния
- Джеймс Гандольфини — Эдди Пул
- Петер Стормаре — Дино Велвет
- Энтони Хилд — Дэниэл Лонгдэйл
- Крис Бауэр — Джордж Энтони Хиггинс
- Кэтрин Кинер — Эмми Уэллс
- Мира Картер — миссис Кристиан
- Эми Мортон — Джанет Мэтьюз
- Норман Ридус — Уоррен Андерсон

## Награды
- 1999 — номинация на «Золотого медведя» Берлинского кинофестиваля — Джоэл Шумахер.